# Pia Tafdrup
Pia Tafdrup (født 29. maj 1952 i København) er en dansk digter og forfatter.

## Baggrund
Hun er datter af proprietær Finn Tafdrup (1925-2005) og Elin Hannover (1928-2020). Faderen var modstandsmand, og begge forældre flygtede som jøder til Sverige under besættelsen, hvor Finn Tafdrup sammen med søsteren Grethe og broderen Jørgen Poul Christian indgik i Den Danske Brigade. Pia Tafdrup voksede op i Nordsjælland, først på Endrupgård ved Esrum Sø nær Fredensborg, siden (fra 1958) på Rosendal mellem Skibstrup og Saunte.
Hun gik i Hellebæk Skole og tog studentereksamen fra Helsingør Gymnasium i 1971 og blev cand. mag. fra Københavns Universitet i 1977.

## Forfatterskab
Pia Tafdrup debuterede i 1981. Siden 1989 har Pia Tafdrup været medlem af Det Danske Akademi. Hun er oversat til mange sprog og har gennem årene foretaget en lang række oplæsningsturnéer i hele verden.
Hun har blandt mange priser modtaget Nordisk Råds litteraturpris i 1999 for digtsamlingen Dronningeporten, skrevet i 1998. I 2006 modtog hun Det Svenske Akademis Nordiska Pris. Hun blev i 2001 udnævnt til Ridder af Dannebrog.
Blandt hendes øvrige digtsamlinger kan nævnes: Når der går hul på en engel 1981, Den inderste zone 1983, Hvid feber 1986, Krystalskoven 1992, Tusindfødt 1999, samt kvartetten Hvalerne i Paris 2002, Tarkovskijs heste 2006, Trækfuglens kompas 2010 og Salamandersol 2012.
Herudover har Pia Tafdrup skrevet poetikken Over vandet går jeg. Skitse til en poetik 1991 samt romanerne Hengivelsen fra 2004 og Stjerne uden land fra 2008.

## Familie
I 1978 blev hun gift med professor, dr.phil. Bo Hakon Jørgensen (født 1946) med hvem hun har sønnerne Philip Tafdrup (født 1979) og Daniel Tafdrup (født 1983).

## Priser og udmærkelser
- 1989 Tagea Brandts Rejselegat
- 1995 Weekendavisens litteraturpris
- 1996 Emil Aarestrup Medaljen
- 1997 Dansk Litteraturpris for Kvinder fra Ragna Sidéns Fond
- 1999 Nordisk Råds litteraturpris for digtsamlingen Dronningeporten
- 2001 Ridder af Dannebrogsordenen
- 2005 Søren Gyldendal Prisen
- 2006 Svenska Akademiens Nordiska Pris
- 2009 Jan Smrek Prize (Slovakiet) [4]
- 2010 Statens Kunstfonds arbejdslegat